# Enderleinellus euxeri
Enderleinellus euxeri är en insektsart som beskrevs av Ferris 1920. Enderleinellus euxeri ingår i släktet Enderleinellus och familjen ekorrlöss. Inga underarter finns listade i Catalogue of Life.